# Dolores Lebrón Sotomayor
Dolores Lebrón Sotomayor, més coneguda com a Lolita Lebrón, (Lares, 19 de novembre de 1919 - San Juan, 1 d'agost de 2010) fou una política nacionalista porto-riquenya coneguda per ser la líder de l'assalt a la Cambra de Representants dels Estats Units el 1954, on van resultar ferits cinc congressistes, per protestar contra la implantació de l'estatut d'Estat lliure associat el 1952. Va ser alliberada de la presó el 1979 després de rebre un indult del president Jimmy Carter.
Lolita Lebrón va néixer i es va criar a Lares, Puerto Rico, on es va unir al partit liberal. En la seva joventut va conèixer a Francisco Matos Paoli, un poeta de Puerto Rico, amb el qual va tenir una relació. El seu activisme polític va començar a l'edat de 18 anys quan va quedar consternada per la Massacre de Ponce el 21 de març de 1937, quan van ser assassinats nacionalistes que protestaven per l'empresonament de Pedro Albizu Campos. El 1941, va emigrar a la ciutat de Nova York i allà va assumir un paper actiu en el Partit Nacionalista de Puerto Rico.
El 1952, després de la Constitució de l'Estat Lliure Associat de Puerto Rico, el Partit Nacionalista de Puerto Rico va començar una sèrie d'accions revolucionàries, incloent la revolta de Jayuya. Lolita Lebrón es va convertir en la líder d'un grup de nacionalistes format per Rafael Cancel Miranda, Irving Torres y Andrés Figueroa Cordero, que, seguint les instruccions de Pedro Albizu Campos, van atacar la Cambra de Representants dels Estats Units en 1954 com a protesta i en defensa de la independència de Puerto Rico, sent empresonada durant 25 anys, quan el president Jimmy Carter la va indultar. Després del seu alliberament en 1981 va tornar a Puerto Rico on va continuar la seva activitat política independentista, incloent les protestes contra la Armada a Vieques. L'1 d'agost de 2010, Lebrón va morir per complicacions cardiorespiratòries.